# Tecumseh (Ontario)
Pour les articles homonymes, voir Tecumseh (homonymie).
Tecumseh est une municipalité dans le sud de l'Ontario (Canada). La municipalité fait partie de la circonscription électorale de Windsor—Tecumseh et a une population de 24 000 habitants. Tecumseh fait partie de la région métropolitaine de recensement de Windsor (323 342 habitants).

## Histoire
La ville, fondée au XVIIIe siècle par des colons canadiens-français, a accueilli une forte immigration au cours du XXe siècle, ce qui a modifié son profil communautaire.

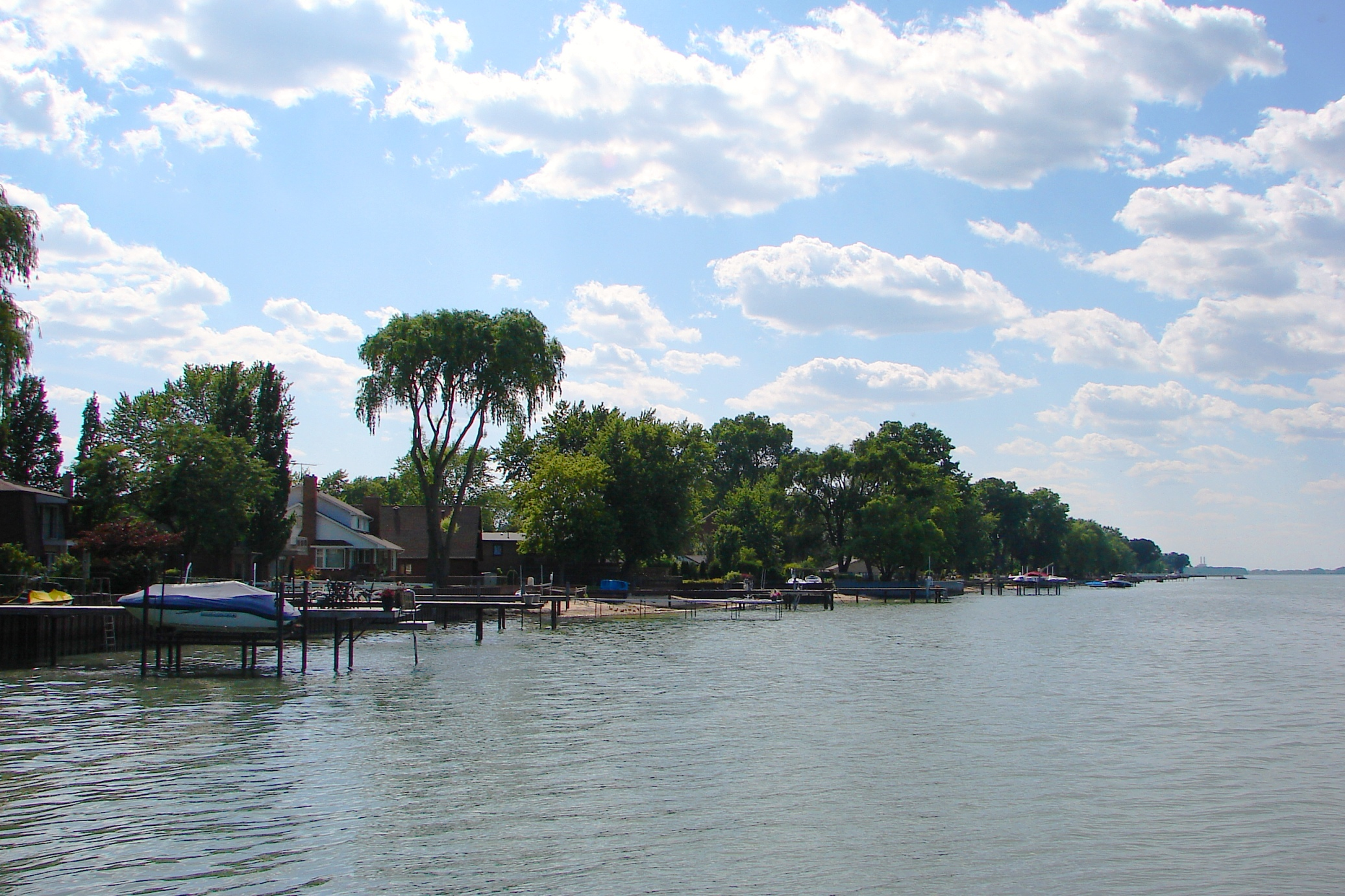
Plage St Clair

La communauté franco-ontarienne représente environ 5 % de la population (1 200 personnes) de la ville, dont15 % de la population est bilingue anglais-français (3 600 personnes).
La municipalité actuelle a été formée en 1999, lors de la fusion des villages de Tecumseh, St. Clair Beach, et Sandwich South.

## Démographie
| 2001   | 2006   | 2011   | 2016   |
| ------ | ------ | ------ | ------ |
| 24 289 | 24 224 | 23 610 | 23 229 |

## Enseignement
- École secondaire l'Essor

## Personnalités liées à Tecumseh
- Le conteur franco-ontarien, Joseph Groulx, y est né vers 1884.
- Gustave Lacasse (1890-1953), homme politique et médecin y est mort.